# École nationale supérieure de techniques avancées
La École nationale supérieure de techniques avancées (Scuola nazionale superiore di tecnica avanzata, ENSTA ParisTech) è un'università francese, grande école d'Ingegneria istituita nel 1741, situata a Palaiseau nel campus dell'Università Parigi-Saclay.

## Didattica
Si possono raggiungere i seguenti diplomi: 
- Ingénieur ENSTA ParisTech (ENSTA ParisTech Graduate ingegnere Master)
- Laurea magistrale, Master ricerca
- Laurea specialistica, Master specializzati (Mastère MS Spécialisé)
- MOOC[2].

## Doppie lauree ENSTA ParisTech
Il programma T.I.M.E. (Top Industrial Managers for Europe) è un progetto di doppia laurea dedicato a tutti gli studenti di ingegneria.
Si può sostituire il terzo anno di Ingegneria con due anni di permanenza nella ENSTA ParisTech. 
Al ritorno in Italia, gli studenti, ottenuta la Laurea, si iscrivono a un corso di Laurea Magistrale in Ingegneria presso la Facoltà di Ingegneria. Al conseguimento della Laurea Magistrale, lo studente ottiene anche il titolo Master rilasciato dalla ENSTA ParisTech.

## Centri di ricerca
La ricerca alla ENSTA ParisTech è organizzata attorno a 6 poli tematici
- Chimica e Processi ;
- Informatica e Sistemistica ;
- Matematica Applicata ;
- Meccanica;
- Ottica Applicata ;
- Economia applicata.